# Ludwik Szwede
Ludwik Jan Szwede (ur. 30 kwietnia 1816, zm. 4 października 1901) – wieloletni prezes Warszawskiego Towarzystwa Dobroczynności, członek zarządu Towarzystwa Akcyjnego Fabryk Metalowych „Norblin, Bracia Buch i T. Werner” w Warszawie.

## Życiorys
Ludwik Szwede był synem Jana, byłego oficera wojsk polskich, i Eleonory z Zarębów. Ukończył gimnazjum oo. Pijarów. Wyjechał za granicę, gdzie uczył się zawodu garbarza. Po powrocie założył garbarnię na Nowolipkach, potem  wszedł w spółkę z braćmi Temler. Firma przekształcona w 1858 r. w towarzystwo akcyjne działała do nacjonalizacji w 1948 r. pod nazwą „Temler i Szwede” (lub „K.A. Temler i L. Szwede”). Była to jedna z największych garbarni w Królestwie Polskim. Ludwik Szwede był też założycielem browaru w Częstochowie, który odziedziczył i prowadził jego syn Kazimierz. 
18 maja 1865 został członkiem Warszawskiego Towarzystwa Dobroczynności, awansował z prezesa wydziału gospodarczego na wiceprezesa i potem na prezesa. W 1895 roku zrezygnował z tej funkcji. 
W zawartym w 1847 roku w warszawskim kościele ewangelicko-reformowanym małżeństwie z ewangeliczką reformowaną Henryką Joanna Cerisy (1827–1898), córka Jana Chrzciciela Cerisy i Henrietty Leopoldyny z Vorbrotów (1805–1882), pasierbicą Wincentego Norblina (1805–1872). Miał pięcioro dzieci, wszystkie wychowane w wyznaniu matki: Aleksandra (1850–1920), Ludwika (1852–1913) i Marię Fuchs (1859–1911), Emilię 1 voto Hordliczka 2 voto Wolff (ur. 1863) i Kazimierza (1867–1932), choć sam pozostał w wyznaniu rzymskokatolickim.
Ludwik Szwede został pochowany na cmentarzu ewangelicko-reformowanym w Warszawie w grobowcu rodzinnym (kwatera H-5-4).